# 船橋市立法典東小学校
船橋市立法典東小学校（ふなばししりつ ほうでんひがししょうがっこう）は、千葉県船橋市丸山五丁目にある公立小学校。

## 沿革
- 1962年（昭和42年）　船橋市立法典小学校より独立。
- 1971年（昭和51年）　船橋市立丸山小学校を分離。

## 著名な卒業生
- 豊田真由子（元衆議院議員、政治評論家）
- 谷川航（体操選手）

## その他
- 校歌の作詞は、初代校長と旧知のサトウハチロー[1]。